# Nechtan Scéne
Nel Ciclo dell'Ulster della mitologia irlandese Nechtan Scéne (Nechta Scéne, Nechtan Scéine) era la madre di tre guerrieri, Fannell, Foill e Tuchell, che si vantavano di aver ucciso più Ulaid loro di quanti ne rimanessero in tutto l'Ulster. Ne "Le imprese giovanili di Cú Chulainn" si racconta che vennero uccisi da Cú Chulainn con la lancia Del Chliss di Nechtan.